# ヴィーチ記念メダル

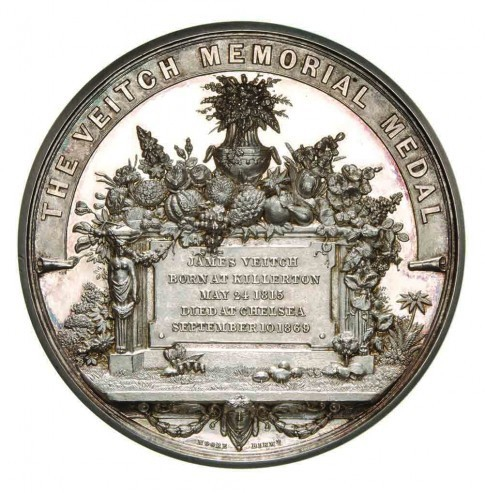
ヴィーチ記念メダル

ヴィーチ記念メダル（The Veitch Memorial Medal）は王立園芸協会の賞である、毎年、園芸の分野の進歩に業績のあった人物（"persons of any nationality who have made an outstanding contribution to the advancement and improvement of the science and practice of horticulture"）に贈られる。

## 歴史
1870年に制定され、最初は有名な園芸商、ヴィーチ商会の経営者、ジェームズ・ヴィーチ Jr（James Veitch:1815 – 1869）を顕彰してヴィーチ記念財団によって運営された。1885年からは世界蘭会議（Orchid Conference)で表彰が行われるようになり、1922年から王立園芸協会が運営する。

## 著名な受賞者
- 1894年 - ヴィクトール・ルモワーヌ (Victor Lemoine)
- 1894年 - ジョージ・ニコルソン（George Nicholson）
- 1896年 - チャールズ・スプレイグ・サージェント (Charles Sprague Sargent)
- 1897年 - リバティ・ハイド・ベイリー (Liberty Hyde Bailey)
- 1901年 - トーマス・ミーハン (Thomas Meehan)
- 1906年 - アーネスト・ヘンリー・ウィルソン (Ernest Henry Wilson)
- 1907年 - ジョン・ギルバート・ベイカー (John Gilbert Baker)
- 1907年 - ワーシントン・ジョージ・スミス（Worthington George Smith）
- 1925年 - デーヴィッド・プレイン (David Prain)
- 1926年 - マチルダ・スミス（Matilda Smith）
- 1927年 - ジョージ・フォレスト (George Forrest)
- 1928年 - ガートルード・ジーキル（Gertrude Jekyll）
- 1931年 - オットー・シュタッフ (Otto Stapf)
- 1932年 - レオナード・コケイン (Leonard Cockayne)
- 1937年 - ジョン・ハッチンソン (John Hutchinson)
- 1948年 - コリングウッド・イングラム（Collingwood "Cherry" Ingram）
- 1955年 - ヴィタ・サックヴィル＝ウェスト（Victoria Sackville-West）
- 1964年 - ウィリアム・トーマス・スターン（William Thomas Stearn）
- 1971年 - ブライアン・ローレンス・バート (Brian Laurence Burtt)
- 1994年 - デヴィッド・C・H・オースティン (David C. H. Austin)
- 1999年 - ヒュー・ジョンソン（Hugh Johnson）
- 2002年 - ステラ・ロス＝クレイグ (Stella Ross-Craig)
- 2004年 - ピーター・ハミルトン・レーブン（Peter Hamilton Raven）
- 2017年 - ウィリアム・マクナマラ（William McNAMARA）